# St. Bernulphusgilde

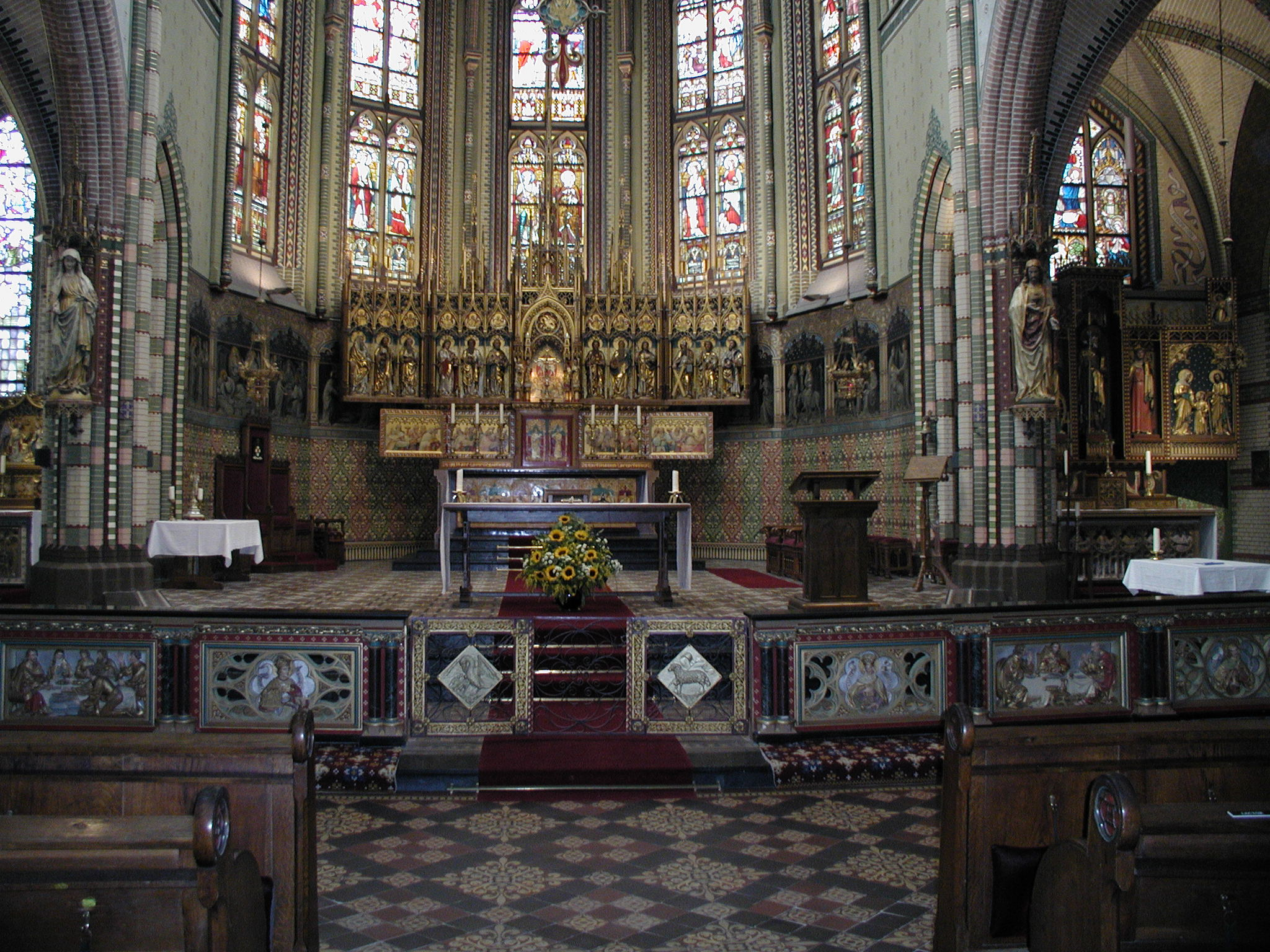
Hoogaltaar van Friedrich Wilhelm Mengelberg in de (overigens door Cuypers ontworpen) kathedraal van Groningen.

Het St. Bernulphusgilde was een Nederlandse vereniging die op 1 december 1869 werd opgericht, in eerste instantie met als doel bij geestelijken interesse te wekken voor kerkelijke kunst en architectuur door excursies en de uitgave van het tijdschrift Het Gildeboek. Het gilde werd vernoemd naar de elfde-eeuwse bouwlustige Utrechtse bisschop Bernold.

## Oprichting
De vereniging werd in Utrecht opgericht door Gerard van Heukelum, toen kapelaan onder mgr. Schaepman. Dit naar het voorbeeld van soortgelijke organisaties in Duitsland en België, zoals het Vlaamse Gilde van Sint Thomas en Sint Lucas. Het lidmaatschap stond aanvankelijk alleen open voor de katholieke geestelijkheid, later ook voor kunstenaars en architecten. Achtergrond was de opgeleefde belangstelling voor middeleeuwse kunst en de grote behoefte aan nieuwe kerkgebouwen en de inrichting daarvan, na het herstel van de bisschoppelijke hiërarchie in Nederland. Hoewel het gilde leden had in heel Nederland speelde het met name in de provincie Utrecht een belangrijke rol. Leden van het gilde, veelal kunstenaars die Van Heukelum uit het Rijnland had laten overkomen, conformeerden zich aan de stijleisen en verkregen hierdoor belangrijke opdrachten. Het orgaan van het gilde was het Gildeboek, dat in de eerste periode uitkwam van 1873 tot 1881. 

## Neogotiek
De voorgeschreven bouwstijl was een conservatieve variant van de neogotiek die was gericht op inheemse varianten van de late gotiek, met name de Nederrijnse gotiek, en vrijwel uitsluitend in baksteen werd uitgevoerd. Deze zogenaamde Utrechtse School stond tegenover de opvattingen van Pierre Cuypers, die overigens erelid was, voor wie neogotiek juist een uitgangspunt voor vernieuwing was. Beeldende kunst werd uitgevoerd in historiserende stijlen. Als voorbeelden diende Van Heukelums verzameling kunstwerken uit de middeleeuwen die vanaf 1872 in een museum aan de Utrechtse Nieuwegracht ook voor het publiek toegankelijk was. Dit museum werd in 1882 verheven tot Aartsbisschoppelijk Museum en is de voorloper van het huidige Museum Catharijneconvent. 

## Bekende leden
Vooraanstaande leden-kunstenaars waren de architect Alfred Tepe, die in de provincie Utrecht vrijwel het monopolie op de bouw van nieuwe katholieke kerken kreeg, de beeldhouwer Friedrich Mengelberg, die met zijn atelier hoofdverantwoordelijk was voor veel van de inrichtingen en glas in lood; de edelsmid Gerard Brom en orgelbouwer Michaël Maarschalkerweerd.

## Bekende bouwwerken
Goed bewaarde voorbeelden van kerken die volgens de ideeën van het St. Bernulphusgilde werden gebouwd en ingericht zijn de Willibrordkerk te Utrecht en De Krijtberg in Amsterdam. De Sint Willibrorduskerk uit 1870 in Vierakker was een van de eerste kerken die volgens dit gedachtegoed is opgebouwd. In de door Cuypers ontworpen Sint-Josefkerk in Groningen staat een zeer imposant hoogaltaar van Mengelberg, algemeen beschouwd als een van de hoogtepunten van de Nederlandse neogotische kunst.

## Andere kunststijlen
Na een periode van inzinking en isolatie door een exclusieve gerichtheid op de neogotiek en traditionele vormgeving volgde vanaf 1911 een heropleving van het gilde. Deze werd gekenmerkt door het open zetten van de deuren voor andere kunststijlen en een groeiend zelfbewustzijn van de kunstenaars. Zo weigerden bij het gilde aangesloten katholieke kunstenaars nog langer ontwerpen te maken voor kerkelijke kunst als daar geen reële vergoeding tegenover stond. Het Gildeboek ging in deze tweede bloeiperiode opnieuw verschijnen. Na de Tweede Wereldoorlog verlegde de belangstelling zich verder van de oude naar de moderne kunst. Vanaf 1958 heette het orgaan van het gilde Kunst en religie: tijdschrift voor religieuze kunst.